# Reszkowo
Reszkowo (do 1945 r. Achthuben) – kolonia wsi Zięby w Polsce, położona w województwie warmińsko-mazurskim, w powiecie bartoszyckim, w gminie Górowo Iławeckie, nad Jeziorem Reszkowo, przy drodze krajowej nr 512. 
W latach 1975–1998 kolonia administracyjnie należała do województwa olsztyńskiego.